# Sofulu
Sofulu ist ein zerstörtes Dorf in Aserbaidschan. Das Gebiet des Ortes ist vollständig von armenischem Territorium umschlossen, und bildet zusammen mit dem Ort Barxudarlı eine aserbaidschanische Exklave. Es ist weniger als 1 km vom aserbaidschanischen Mutterland entfernt. De jure ist Sofulu ein Teil des Rayon Qazax. Jedoch ist Sofulu de facto seit dem Bergkarabachkrieg 1992 von Armenien besetzt und wird von der Provinz Tawusch verwaltet. Bei der armenischen Okkupation wurde die aserbaidschanische Bevölkerung von der armenischen Armee vertrieben; der Ort existiert faktisch nicht mehr.